# Glorified G
Glorified G è un brano musicale del gruppo musicale grunge statunitense Pearl Jam. È la quarta traccia presente sul loro secondo album in studio, ovvero Vs. I testi per questo brano vennero scritti dal cantautore Eddie Vedder, mentre gli arrangiamenti furono composti dal resto del gruppo. Pur non essendo stato rilasciato come singolo discografico, il brano raggiunse la 39ª posizione sulla classifica Mainstream Rock Airplay della rivista Billboard.

## Descrizione

### Le origini del brano e la registrazione
Sulla registrazione del brano, il chitarrista Stone Gossard disse al riguardo:
Anche il chitarrista Mike McCready commentò, dicendo:

### La composizione musicale
La composizione musicale Glorified G è una combinazione fra un riff di chitarra in stile country di Mike McCready, e da un riff discordante composto da Stone Gossard. Gossard disse al riguardo: "Questo brano sta cercando di essere funk e country allo stesso momento, il che lo rende molto bizzarro."

### Il testo
Il testo di Glorified G prende in giro gli esperti in armi da fuoco. Fu ispirato da un avvenimento, dove Dave Abbruzzese disse al gruppo di aver comprato due nuove armi, che poi divenne un'intera discussione sull'uso delle armi da fuoco.
A propositò del testo, il cantante Eddie Vedder dichiarò: 
E successivamente anche il batterista Dave Abbruzzese parlò a riguardo dell'avvenimento:

## Esecuzioni dal vivo
Glorified G è stata eseguita per la prima volta dal vivo il 16 giugno 1993 al concerto della band a Missoula, Montana presso il teatro della University of Montana. La canzone è stata suonata dal vivo dal suo debutto nel 1993 fino al 1996, quando è stata eliminata dalle scalette. Dopo il concerto del 17 novembre 1996 a Budapest, in Ungheria, al Palazzetto dello Sport, la canzone non fu eseguita dal vivo per un periodo di oltre sei anni.  Tornò in scaletta al concerto della band l'11 aprile 2003 a West Palm Beach, Florida al Sound Advice Amphitheatre.
Da allora la canzone è tornata nelle scalette dei Pearl Jam. Le esibizioni dal vivo di Glorified G possono essere trovate nel cofanetto Dissident/Live in Atlanta e in vari bootleg ufficiali.

## Classifiche
| Classifica (1994) | Posizione massima |
| ----------------- | ----------------- |
| Stati Uniti       | 39                |